# Annabel Holtkamp
Annabel Holtkamp (eigentlich: Anna Isabel Holtkamp; * 17. Dezember 1955 in Düsseldorf) ist eine ehemalige deutsche Langstreckenläuferin, die vor allem im Marathon erfolgreich war.
1987 gewann sie den Frankfurt-Marathon in 2:45:21 h. Im Jahr darauf wurde sie ebendort Zweite und stellte mit 2:37:24 h ihren persönlichen Rekord auf.
1990 wurde sie beim Hamburg-Marathon Fünfte in 2:39:24 h und als Zweite beim Rotkreuz-Marathon Karlsruhe Deutsche Vize-Meisterin in 2:39:50 h. 1991 belegte sie beim Hannover-Marathon den dritten Platz in 2:39:04 h.
Die 1,62 m große und 47 kg schwere Athletin startete für den ASV Köln.

## Bestzeiten
- 5000 m: 16:48,85 min, 13. Juni 1990, Frankfurt am Main
- 10.000 m: 35:07,5 min,  27. Mai 1988, Köln
- Marathon: 2:37:24 h, 30. Oktober 1988, Frankfurt am Main